# Zacharie Boucher
Zacharie Boucher (Saint-Pierre, 7 maart 1992) is een Frans voetballer die als doelman speelt. Hij verruilde in 2014 Le Havre AC voor Toulouse FC.

## Clubcarrière
Boucher speelde in de jeugd bij US Stade Tamponnaise, CREPS Réunion en Le Havre AC. Op vijftienjarige leeftijd liet hij het Frans overzees departement Réunion achter zich om bij Le Havre te voetballen. Op 29 juli 2011 debuteerde hij voor de club in de Ligue 2 tegen FC Istres. Tijdens het seizoen 2012/13 werd hij uitgeroepen tot beste doelman van de Ligue 2.

## Interlandcarrière
Boucher kwam uit voor diverse Franse jeugdelftallen. Hij debuteerde op 13 augustus 2013 voor Frankrijk -21 in een oefeninterland tegen Duitsland. Hij speelde de volledige wedstrijd en incasseerde geen tegendoelpunten.
2 Nicolaisen ·
3 McKenzie ·
4 Cresswell ·
5 Genreau ·
6 Akdağ ·
7 Aboukhlal ·
8 Sierro  ·
9 Magri ·
10 Gboho ·
12 Kamanzi ·
13 King ·
15 Dønnum ·
17 Suazo ·
19 Sidibé ·
20 Schmidt ·
21 Zajc ·
23 Cásseres ·
30 Domínguez ·
50 Restes ·
80 Babicka ·
Coach: Martínez